# سيمون همر
سيمون همر (2 مارس 1983 - ) (بالدنماركية: Simon Hammer)‏ هو لاعب كرة يد دانمركي. لعب مع FCK Håndbold ‏.